# Fabian Steindl
Pour les articles homonymes, voir Steindl.
Fabian Steindl, né le 14 avril 1994, est un spécialiste autrichien du combiné nordique. 

## Carrière
Sa première sélection en équipe nationale a lieu en 2014 pour les Championnats du monde junior, où il remporte le titre par équipes.
Il apparait pour la première fois en Coupe du monde en novembre 2014 à Ruka, marquant ses premiers points.
En février 2016, il chute à la réception d'un saut et se blesse à l'épaule droite et doit déclarer forfait pour le reste de la saison. Il n'arrive pas à retrouver son meilleur niveau et annonce sa retraite en janvier 2018 à 23 ans à Seefeld in Tyrol.

## Palmarès

### Coupe du monde
- Meilleur classement général : 34e en 2015.
- Meilleur résultat individuel : 16e.

#### Différents classements en Coupe du monde
| Année     | Classement général final |
| 2014-2015 | 34e                      |
| 2015-2016 | 38e                      |

### Championnat du monde junior
- Médaille d'or par équipes à Val di Fiemme en 2014.

### Universiade
| Épreuve / Édition | Épreuve / Édition | Almaty 2017 |
| ----------------- | ----------------- | ----------- |
| Saut à ski        | Individuel        | Forfait     |
| Saut à ski        | Par équipe        | Forfait     |